# 枣庄东站
枣庄东站是中华人民共和国山东省棗莊市市中区的铁路车站，位於棗臨鐵路線上，由中国铁路济南局集团管理，辦理客、貨運業務。原称枣庄站，后来枣庄西站改为枣庄站后，改称枣庄东站。现为四等站。不过后来由于京沪高铁设枣庄站，枣庄西站恢复原名。

## 历史沿革
車站始建于1912年1月，當時是由中國第一家股份制企業中兴煤矿公司為中國首条商辦鐵路，即枣庄至临城（现枣庄市薛城区）铁路和枣庄经台儿庄至邳县（现江苏省邳州市）铁路而修建，连接着津浦线（现京沪线）和陇海线。

### 鐵道游擊隊
1938年3月，大批日伪军队占领了枣庄的矿山、铁路，掠夺开采煤炭。为及时掌握日军动向，苏鲁人民抗日义勇总队派出洪振海和王志胜两名排长在枣庄建立抗日情报站，1938年10月5日，他們在枣庄火车站西北侧的陈庄建立情报站，也就是「铁道游击队」。1938年5月，日军侵占临城，为掠运煤炭立即进行修复受到战争破坏的薛枣支线。中国共产党领导的铁道游击队，坚持抗日，炸桥破路，迫使线路时有中断。

### 抗戰勝利後
1946年，第二次国共内战时期，解放区军民曾破袭国民党政府一度修通的临枣支线。老火车站臨棗铁路最初站房也在战争中多次被毁。
1948年11月中共占领临城，华东区铁路管理总局立即修复临城至山家林段遭战争破坏的线路。1955年煤炭工业部投资修复损坏较严重的山家林至枣庄段，由北京煤炭设计院设计，济南局工程处施工，1955年12月开工，次年9月14日竣工。而枣台铁路没有被修复，新中国成立后的1957年，残存的峄县南关金河口铁路桥，再次被济南铁路局第四工程处拆除，被运往河南兰考继续使用。老枣庄火车站成了一个前方没有铁路通行的终点站，1957年重建，营业后归徐州车务一段。1959年枣庄东站属薛城中心站，1972年9月1日始属薛城车务段。1992年改为枣庄车务段，2005年6月9日撤消枣庄车务段，划归徐州车务段。
2004年4月18日全国铁路大提速中，枣庄至薛城，枣庄至徐州的57011/57012、7803/7804次、枣庄至上海西545/6次停駛，客運服務於是宣告終止。2012年11月29日恢復貨運服務。2016年5月15日恢復客運服務。

## 外部連結
- 中国铁路客户服务中心 （页面存档备份，存于）